# NGC 2627
NGC 2627 là một cụm sao mở trong chòm sao La Bàn. Có thể nhìn thấy khoảng 15 ngôi sao khi nhìn qua ống nhòm.